# Neufchâtel-en-Bray
Neufchâtel-en-Bray is een gemeente in het Franse departement Seine-Maritime (regio Normandië) en telt 4937 inwoners (2005). De plaats maakt deel uit van het arrondissement Dieppe.

## Geografie
De oppervlakte van Neufchâtel-en-Bray bedraagt 11,0 km², de bevolkingsdichtheid is 448,8 inwoners per km².
De onderstaande kaart toont de ligging van Neufchâtel-en-Bray met de belangrijkste infrastructuur en aangrenzende gemeenten.

## Demografie
Onderstaande figuur toont het verloop van het inwonertal (bron: INSEE-tellingen).

## Geboren
- Bruno Thibout (1969), Frans wielrenner